# Blechnum ekmanii
Blechnum ekmanii là một loài dương xỉ trong họ Blechnaceae. Loài này được Brause ex Urb. mô tả khoa học đầu tiên năm 1922.
Danh pháp khoa học của loài này chưa được làm sáng tỏ. 